# Tag
 For alternative betydninger, se Tag (flertydig). (Se også artikler, som begynder med Tag)
Tag eller tagkonstruktion er en vigtig del af et byggeri såvel i arkitektonisk henseende som i byggeteknisk henseende.
Byggeteknisk har taget til formål at holde huset tørt for indtrængning af vand, støv og fugt fra oven. Man kan i statens bygningsreglement for tagkonstruktioner se mere om de byggetekniske regler. På landets erhvervsskoler uddannes tømrerlærlinge i forskellige konstruktionsmetoder og forskellige metoder til selve tagbeklædningen.
De mange forskellige konstruktioner og materialevalg er med til at fremhæve husets artitektoniske særpræg.
Kobbertage er en hyppig forekomst i ældre danske byer, hvor flere berømte bygninger er beklædt med kobber. Det gælder bl.a. Børsen og Christiansborg.
Den øverste del af tagkonstruktionen, hvor to tagflader mødes, benævnes tagryggen eller blot rygningen eller kip.
Tagskæg eller tagfod er den nederste del af taget, som stikker lidt ud over bygningens facade, og som hjælper til at skærme mod nedbør.
Tagdækningstyper:
- Eternittag
- Kobbertag
- Skifertag
- Solcelletag, tag der består af solcellepaneler og som udover at fungere som klimaskærm også producerer elektrisk strøm
- Stråtag
- Tagpaptag
- Tegltag